# قائمة البنوك في طاجيكستان
هذه قائمة البنوك في طاجيكستان . بالإضافة إلى البنك المركزي ، هناك 17 مصرفاً تجارياً مرخصاً اعتباراً من 30 سبتمبر 2018 ، بما في ذلك فروع البنوك الأجنبية.  ويتكون القطاع المصرفي من مؤسسات أخرى لتلقي الودائع والائتمان في الدولة من 25 مؤسسة إيداع ائتماني صغير ، و 6 مؤسسات ائتمان صغير و 31 صندوق ائتماني صغير.

## البنك المركزي
- بنك طاجيكستان الوطني

## البنوك التجارية[2]
- بنك الوصول طاجيكستان
- بنك الاستثمار الزراعي
- مصرف ألف (ألف كابيتال سابقًا)
- بنك أمونات
- بنك آسيا (بونكي أوسايو ، بنك كونت سابقًا)
- بنك اسخاتا
- بنك رشدي طاجيكستان
- بنك طاجيكستان التجاري
- بنك التمويل الأصغر الأول - طاجيكستان
- بنك طاجيكستان الدولي
- كافولات بنك
- بنك امونات
- بنك ان بي بي باكستان الفرعي  في طاجيكستان
- أوريبنك (أوريون بنك)
- بنك سوهيب كور
- بنك سبيتامين
- بنك توجيك سوديروت

## فروع البنوك الأجنبية
- بنك التجارة الإيراني ، فرع دوشانبي

## البنوك التجارية في إتجاه التصفية[3]
- بنك تيجبروم
- بنك الهاتف